# Gonomyia manca
Gonomyia manca là một loài ruồi trong họ Limoniidae. Chúng phân bố ở miền Tân bắc.